# العقوبات الأمريكية ضد إيران

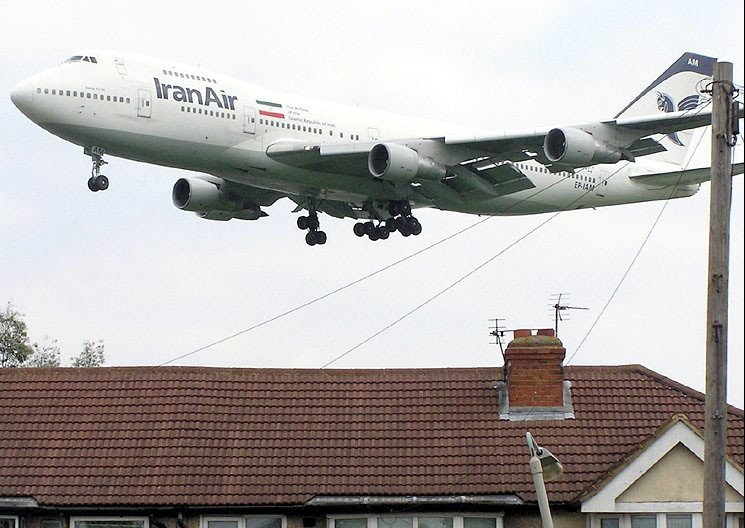
فرضت الولايات المتحدة عقوبات عام 1995 بحظر شركات الطيران من بيع الطائرات وقطع الغيار إلى شركات الطيران الإيرانية

تشير العقوبات الأمريكية ضد إيران إلى العقوبات الاقتصادية والتجارية والعلمية والعسكرية ضد إيران التي فرضها المكتب الأمريكي لمراقبة الأصول الأجنبية أو المجتمع الدولي تحت الضغط الأمريكي من خلال مجلس الأمن الدولي. وتشمل العقوبات حاليا حظرا على التعامل مع إيران من جانب الولايات المتحدة وحظر بيع طائرات وإصلاح قطع غيار لشركات الطيران الإيرانية.

## أسباب
- أخذ الرهائن في السفارة الأمريكية[2]
- العمليات الإرهابية في الخارج[3]
- عملية ميكونوس الإرهابية في ألمانيا[4]
- عملية تفجير أميا الإرهابية في الأرجنتين[5]
- القتل الجماعي للسجناء الإيرانيين عام 1988[6][7]
- الاغتيالات والاغتيالات السياسية في السبعينيات[8][9]
- هجوم على السكن الجامعي عام 1978
- التعاون مع نظام بشار الأسد وقتل الشعب السوري[10]
- برنامج إيران النووي
- برنامج الصواريخ الإيراني[11]
- التعاون مع جماعة القاعدة الإرهابية[12]
- التعاون مع حركة طالبان الإرهابية[13]
- العلاقات والتعاون مع كوريا الشمالية بشأن تكنولوجيا الأسلحة النووية
- التعاون مع الحوثيين في اليمن
- التعاون مع حزب الله في لبنان[14]
- محاربة حكومة منصور هادي الشرعية في اليمن[بحاجة لمصدر]
- عدم الانضمام إلى مجموعة العمل المالي[بحاجة لمصدر]
- اضطهاد الأقليات الدينية
- مجزرة المتظاهرين عام 2009[15]
- اعتداء على السكن الجامعي عام 1999[16]
- قتل وقمع المتظاهرين عام 2017[17]
- قتل وقمع المتظاهرين عام 2009[18][19]

## توفير إطار قانوني
في عام 1979، وبعد أن سمحت الولايات المتحدة لشاه إيران المنفي بدخول الولايات المتحدة لتلقي ما وصفته «العلاج الطبي» (بينما کان الثوار يعتقدون أن الشاه قد هرب من البلد)، اتخذت مجموعة من الطلاب الذين تمّ تسميتهم لاحقا باتباع خط الإمام، إجراءات في طهران من خلال الاستيلاء على السفارة الأمريكية واحتجاز الرهائن داخلها. وردّت الولايات المتحدة وأصدر الرئيس كارتر الأمر التنفيذي رقم 12170 في نوفمبر 1979 بتجميد نحو 12 مليار دولار من الأصول الإيرانية، بما في ذلك الودائع المصرفية والذهب وغيرها من الممتلكات. بعض الأصول - يقول المسؤولون الإيرانيون 10 مليارات دولار، ويقول مسؤولون أمريكيون أقل بكثير - لا تزال مجمدة في انتظار حل المطالبات القانونية الناشئة عن الثورة.
بعد غزو إيران من قبل العراق، زادت الولايات المتحدة العقوبات المفروضة على إيران. في عام 1984، تمت الموافقة على العقوبات التي تحظر مبيعات الأسلحة وجميع المساعدات الأمريكية لإيران قانون العقوبات الإيرانية (ISA) الذي هو أساس العقوبات الحالية ضد إيران هو نسخة منقحة من قانون العقوبات الإيرانية وليبيا (ILSA) التي وقعت في 5 أغسطس 1996. وقد أعيدت تسمية هذا القانون في عام 2006 عندما أنهيت العقوبات المفروضة على ليبيا.
وفي 31 يوليو 2013، صوت أعضاء مجلس النواب الأمريكي بأغلبية 400 صوتا مقابل 20 صوتا، لصالح فرض عقوبات مشددة.

## حكومة رفسنجاني وخاتمي

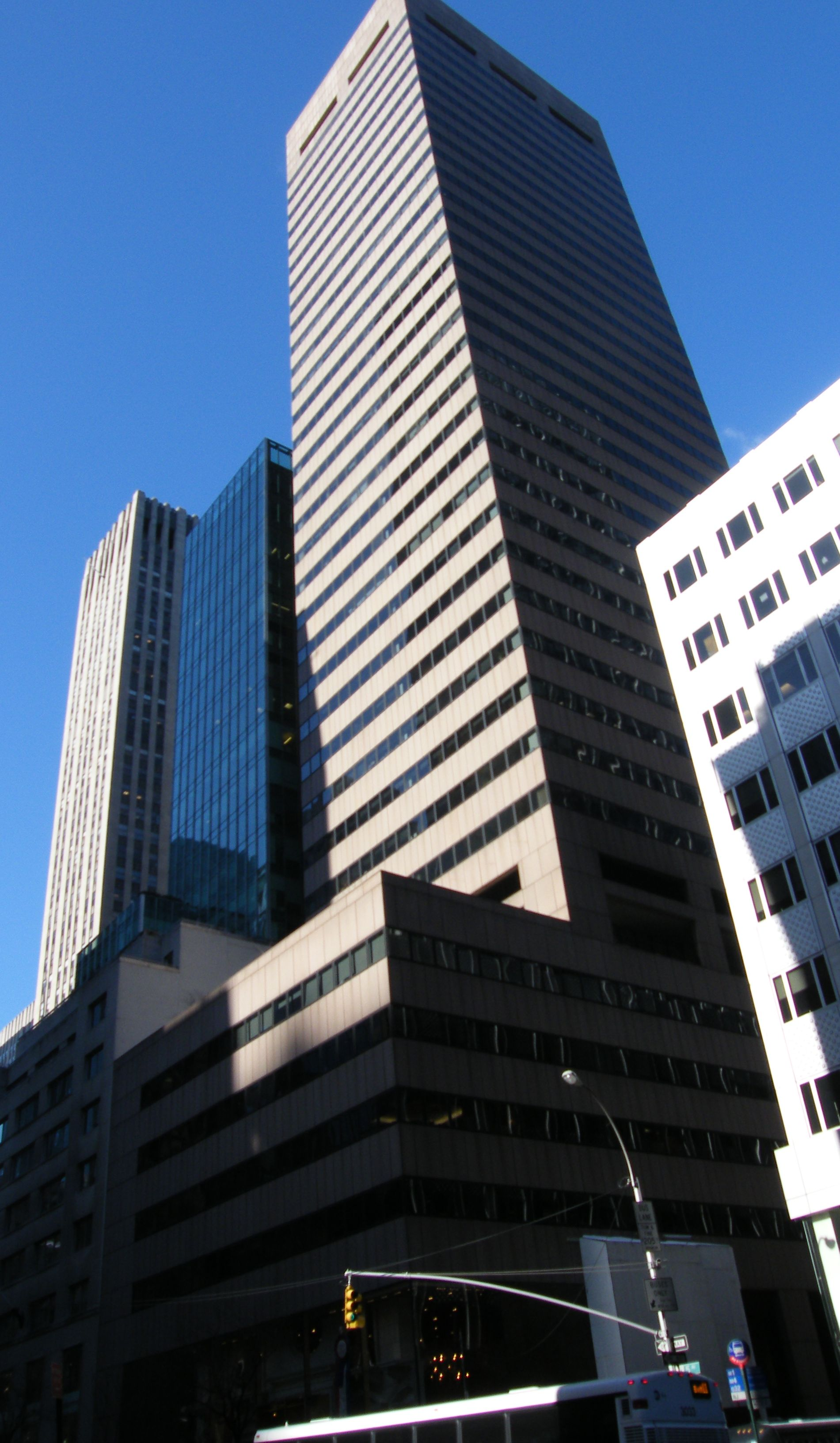
في ديسمبر 2008 دعت الحكومة الأمريكية لأخذ 40 في المئة من أسهم مبنی 650 الشارع الخامس، على هامش مركز روكفلر وقيل البنك الوطني الإيراني هو واحد من أصحابه.

وقد تميزت ولاية الرئيس أكبر هاشمي رفسنجاني بعقوبات أشد ضد إيران. وفي آذار/مارس 1995، أصدر الرئيس بيل كلينتون الأمر التنفيذي 12957 الذي يحظر تجارة الولايات المتحدة في صناعة النفط الإيرانية. وفي أيار/مايو 1995، أصدر الرئيس كلينتون الأمر التنفيذي 12959 الذي يحظر أي تجارة أمريكية مع إيران. وانتهت التجارة مع الولايات المتحدة، التي كانت تنمو بعد انتهاء الحرب بين إيران والعراق فجأة.
وفي عام 1995، أقر الكونغرس الأمريكي قانون عقوبات إيران وليبيا (ILSA). وبموجب هذا الاتفاق، فإن جميع الشركات الأجنبية التي توفر استثمارات تزيد قيمتها على 20 مليون دولار لتطوير الموارد البترولية في إيران، ستفرض عليها اثنتين من أصل سبع عقوبات محتملة من قبل الولايات المتحدة:
- الحرمان من المساعدة المقدمة من بنك التصدير والاستيراد.
- والحرمان من تراخيص التصدير للصادرات إلى الشركة المخالفة.
- حظر القروض أو الائتمانات من المؤسسات المالية الأمريكية التي تزيد قيمتها على 10 ملايين دولار في أي فترة 12 شهرا.
- حظر التعيين كتاجر رئيسي لأدوات الدين الحكومية الأمريكية.
- الحظر على العمل كوكيل للولايات المتحدة أو كمستودع لأموال الحكومة الأمريكية.
- الحرمان من فرص المشتريات الحكومية في الولايات المتحدة (بما يتفق مع التزامات منظمة التجارة العالمية).
- فرض الحظر على جميع أو بعض واردات الشركة المخالفة.

وردا على انتخاب الرئيس الإصلاحي الإيراني محمد خاتمي، خفّف الرئيس كلينتون العقوبات المفروضة على إيران. وفي 5 أغسطس 2001 انتهی نقاش في الكونغرس الأمريكي حول موضوع خلافي: السماح بانقضاء قانون عقوبات إيران وليبيا أو تجديده، والذي قال بعض المشرعين أنه أعاق العلاقات الثنائية، في حين رأى آخرون أنه يمكن اعتباره امتيازا على برنامج فعال، وأخيرا تمّ تجديد القانون من قبل الكونغرس والتوقيع عليه من قبل الرئيس جورج بوش.
وفي عام 2000 نجحت حكومة خاتمى في خفض العقوبات المفروضة على بعض البنود مثل الأدوية والمعدات الطبية والكافيار والسجاد الفارسي. في شباط/فبراير 2004، خلال السنة الأخيرة لرئاسة خاتمي، حكمت وزارة الخزانة الأمريكية بعدم تحرير أو نشر المخطوطات العلمية من إيران، وذكرت أن العلماء الأميركيين المتعاونين مع الإيرانيين يمكن ملاحقتهم قضائيا. وردا على ذلك، أوقفت جمعية مهندسي الكهرباء والإلكترونيات مؤقتا تحرير المخطوطات من الباحثين الإيرانيين واتخذت خطوات لتوضيح إرشادات مكتب مراقبة الأصول الأجنبية (OFAC) المتعلقة بأنشطة النشر والتحرير. وفي أبريل / نيسان 2004، تلقت IEEE ردا من OFAC حلت تماما أنه لا توجد حاجة إلى تراخيص لنشر المصنفات من إيران، وأن عملية نشر IEEE بأكملها بما في ذلك مراجعة الأقران والتحرير كانت معفاة من القيود. من ناحية أخرى، رفض المعهد الأمريكي للفيزياء (AIP) والجمعية الفيزيائية الأمريكية والجمعية الأمريكية لتقدم العلوم، التي تنشر دورية ساينس، هذا الامتثال، قائلا إن حظر النشر يتعارض مع حرية التعبير.

## حكومة أحمدي نجاد
وبعد أن انتخب الرئيس أحمدي نجاد الرئيس في عام 2005 أعلنت إيران أن فترة التعليق الطوعي للتخصيب قد انتهت (في هذه الفترة کانت قد انتهت في فترة حكومة الرئيس السابق محمد خاتمي) رفع تعليق تخصيب اليورانيوم الذي تم الاتفاق عليه مع الاتحاد الأوروبي 3 ومع إزالة الختم عن التخصيب، الأنشطة في منشآت تحويل اليورانيوم في أصفهان (UCF) بدأت تستمر تحت إشراف الوكالة الدولية للطاقة الذرية وفي يناير كانون الثاني 2006 وعند وجود مفتشي الوكالة الدولية للطاقة الذرية أزالت إيران الختم عن أنشطة مركز الأبحاث النووية في نطنز. ولكن في شهر مارس من تلك السنة أعطی مجلس الأمن الدولي لإيران فرصة لمدة شهر واحد لوقف أنشطتها النووية. أما في المقابل اعتبرت سلطات طهران هذه الإدعاءات غير موثقة مؤكدا علی الفقرة 4 من معاهدة الحد من انتشار الأسلحة النووية ودعا إلى المعاملة غير التمييزية تجاه أنشطتها النووية. لأن إيران کانت تعتبر الأنشطة النووية السلمية من حقها الطبيعي ولم تقبل التمييز في حق البلد. لكن أخيرا بدأت الحكومة الأمريكية بدفع عقوبات الأمم المتحدة ضد إيران بشأن برنامجها النووي بذريعة عدم امتثال إيران لاتفاق ضماناتها لمجلس الأمن الدولي.
واتخذ مجلس الأمن التابع للأمم المتحدة القرار 1737 في ديسمبر 2006، والقرار 1747 في مارس 2007، والقرار 1803 في مارس 2008، والقرار 1929 في يونيو 2010.
وفي حزيران/يونيو 2005، أصدر الرئيس جورج دبليو بوش الأمر التنفيذي 13382 بتجميد أصول الأفراد المرتبطين بالبرنامج النووي الإيراني. في يونيو 2007، سنت ولاية فلوريدا الأمريكية مقاطعة على الشركات التي تتعامل مع إيران والسودان، في حين أن المجلس التشريعي لولاية نيو جيرسي كان ينظر في إجراء مماثل.
في 24 يونيو/حزيران 2010، أقر مجلس الشيوخ ومجلس النواب الأمريكيين «القانون الشامل للعقوبات والمسائلة وسحب الاستثمارات في إيران لعام 2010 (CISADA)» الذي وقع عليه الرئيس أوباما في 1 يوليو/تموز 2010. وقد عززت اتفاقية CISADA كثيرا القيود المفروضة على إيران. وشملت هذه القيود إلغاء الترخيص باستيراد الواردات الإيرانية للمواد مثل السجاد والفستق والكافيار. وردّا على ذلك، أصدر الرئيس أوباما الأمر التنفيذي 13553 في أيلول/سبتمبر 2010 والأمر التنفيذي 13574 في أيار/مايو 2011، والأمر التنفيذي 13590 في تشرين الثاني/نوفمبر 2011.

## الحكومة روحاني
- في عام 2014، فرض المسؤولون الأمريكيون غرامة قدرها 5 ملايين دولار على التاجر الصيني لي فينجوي بسبب منعه العقوبات على الصواريخ الإيرانية.[31]
- في عام 2014، تم تغريم البنوك الأجنبية باريبا،[32] بنك كريدي أجريكول فرنسا[33]، یوبیاس سويسرا وكومرتس بنك انتهاكها العقوبات الأمريكية ضد إيران.[34]

## الخدمات المصرفية
تمنع المؤسسات المالية الإيرانية من الوصول مباشرة إلى النظام المالي الأمريكي، ولكن يسمح لها بذلك بشكل غير مباشر من خلال البنوك في بلدان أخرى. في أيلول/سبتمبر 2006، فرضت الحكومة الأمريكية عقوبات على بنك صادرات إيران، مما منعها من التعامل مع المؤسسات المالية الأمريكية، حتى بشكل غير مباشر. واعلن ستيوارت ليفى وكيل وزارة الخزانة هذه الخطوة التي اتهمت البنك الرئيسي في إيران بتحويل الأموال لمجموعات معينة مثل حزب الله. وقال إن الحكومة الأمريكية سوف تقنع أيضا البنوك والمؤسسات المالية الأوروبية بعدم التعامل مع إيران. واعتبارا من تشرين الثاني/نوفمبر 2007، حظرت المصارف الإيرانية التالية تحويل الأموال من أو إلى مصارف الولايات المتحدة:
- بنك سبه
- بنك صادرات إيران
- بنك ملي إيران
- بنك كارغوشايي
- بنك آرين

وبعبارة أخرى، وضعت هذه البنوك على قائمة مراقبة الأصول الأجنبية (OFAC) خصوصا قائمة المواطنين المعينين (قائمة SDN). قائمة SDN عبارة عن دليل للمؤسسات والأفراد الذين تم منعهم من الوصول إلى النظام المالي الأمريكي. على الرغم من صعوبة، هناك طرق لتنفيذ إزالة قائمة OFAC SDN.
واعتبارا من مطلع عام 2008، استطاعت البنوك المستهدفة، مثل بنك ملت، أن تحل محل العلاقات المصرفية مع عدد قليل من البنوك الكبيرة الممتثلة للعقوبات التي لها علاقات مع عدد أكبر من البنوك الصغيرة غير المتوافقة. وبلغ إجمالي الإصول المجمدة في بريطانيا في إطار الاتحاد الأوروبي وعقوبات الأمم المتحدة ضد إيران حوالى 976,110,000 جنيه (1.64 مليار دولار). في عام 2008، أمرت وزارة الخزانة الأمريكية شركة سيتي غروب لتجميد أكثر من ملياري دولار محتفظ بها لإيران في حسابات سيتي جروب.
فبالنسبة للأفراد والشركات الصغيرة، أتاحت هذه القيود المصرفية فرصة كبيرة لسوق الحوالة، مما يسمح للإيرانيين بتحويل الأموال من وإلى بلدان أجنبية باستخدام نظام صرف غير منظم تحت الأرض.
واعتبارا من 1 يوليو 2013، فرضت الولايات المتحدة عقوبات مالية إضافية على إيران. وأوضح مسؤول في الإدارة أنه وفقا للأمر التنفيذي الجديد «المعاملات الكبيرة فيريال سوف يعرض أي شخص للعقوبات»، وتوقّع «أنه ينبغي أن يسبّب البنوك والتبادلات لتفريغ حيازاتها الريالية». وحدث هذا في الوقت الذي كان من المقرر أن يتولى فيه الرئيس الإيراني المنتخب حسن روحاني منصبه في 3 أغسطس/آب 2013.

## عقوبات ضد أطراف ثالثة
في عام 2014، وضعت السلطات الأمريكية مكافأة قدرها 5 ملايين دولار على رجل الأعمال الصيني لي فانغوي، الذي زعموا أنه كان له دور فعال في التهرب من العقوبات المفروضة على برامج الصواريخ الإيرانية.

## الآثار والنقد
ويدير مكتب مراقبة الأصول الأجنبية التابع لوزارة الخزانة الأمريكية العديد من برامج العقوبات المفروضة على إيران.
ووفقا لصحفي إيراني، فإن آثار العقوبات في إيران تشمل السلع الأساسية باهظة الثمن وأسطولا کبير السن من الطائرات غير الآمنة بنحو متزايد. "ووفقا للتقارير الواردة من وكالات الأنباء الإيرانية، تحطّمت 17 طائرة على مدى السنوات ال 25 الماضية، مما أسفر عن مقتل ما يقرب من 1500 شخص.
وتحظر الولايات المتحدة على الشركة المصنعة للطائرات بوينغ بيع طائرات لشركات الطيران الإيرانية. ومع ذلك، هناك بعض التراخيص لتصدير قطع الطيران المدني إلى إيران عندما تكون هذه البنود مطلوبة لسلامة الطائرات التجارية. ووجد تحليل أجرته صحيفة جيروزاليم بوست أن ثلث من 117 طائرة إيرانية حددتها الولايات المتحدة قد تعرضت لحوادث أو تحطمات.
وأفاد تقرير صدر عام 2005 في الدورة السادسة والثلاثين لمنظمة الطيران المدني الدولي أن العقوبات الأمريكية قد عرضت سلامة الطيران المدني في إيران للخطر لأنها منعت إيران من الحصول على قطع الغيار ودعم أساسي لسلامة الطيران. وذكر أيضا أن العقوبات کانت مخالفة مع المادة 44 من اتفاقية شيكاغو (التي تكون الولايات المتحدة عضوا فيها). وذكر تقرير الايكاو ان سلامة الطيران تؤثر على حياة الإنسان وحقوق الإنسان وتقف فوق الخلافات السياسية وان الجمعية يجب ان تجلب الضغط العام الدولي على الولايات المتحدة لرفع العقوبات المفروضة على إيران.
وكان الاتحاد الأوروبي ينتقد معظم العقوبات التجارية الأمريكية ضد إيران. انتقدت بعض الدول الاعضاء في الاتحاد الأوروبي قانون العقوبات على إيران وليبيا(ILSA) «المعيار المزدوج» في السياسة الخارجية الأمريكية، والتي عملت فيها الولايات المتحدة بقوة ضد مقاطعة جامعة الدول العربية لإسرائيل، وفي الوقت نفسه شجعت مقاطعة عالمية لإيران. وقد هددت الدول الأعضاء في الاتحاد الأوروبي باتخاذ إجراءات مضادة رسمية في منظمة التجارة العالمية.
ووفقا لدراسة أجراها أكبر توربات، «بشكل عام، كان الأثر الاقتصادي للعقوبات» على إيران «كبيرا، في حين كان تأثيرها السياسي ضئيلا».
ووفقا لمجلس التجارة الخارجية الوطني الأمريكي، في المدى المتوسط، رفع العقوبات الأمريكية وتحرير النظام الاقتصادي الإيراني سيزيد من إجمالي التجارة الإيرانية سنويا بما يصل إلى 61 مليار دولار (بسعر النفط العالمي في عام 2005 وهو 50 دولار للبرميل)، مضيفا 32 في المئة من الناتج المحلي الإجمالي الإيراني. وفي قطاع النفط والغاز، سيتوسع الناتج والصادرات بنسبة تتراوح بين 25 و 50 في المائة (إضافة 3 في المائة إلى إنتاج النفط الخام العالمي).
ويمكن أن تخفض إيران السعر العالمي للنفط الخام بنسبة 10 في المائة، مما يوفر للولايات المتحدة سنويا ما بين 38 بليون دولار (بسعر النفط العالمي في عام 2005 وهو 50 دولار للبرميل) و 76 مليار دولار (بسعر النفط العالمي في عام 2008 البالغ 100 دولار للبرميل). كما أن فتح سوق إيران أمام الاستثمار الأجنبي يمكن أن يكون أيضا نعمة لشركات تنافسية متعددة الجنسيات في الولايات المتحدة تعمل في مجموعة متنوعة من قطاعات التصنيع والخدمات.
في عام 2009، كانت هناك مناقشة في الولايات المتحدة لتنفيذ «عقوبات مشددة» ضد إيران، مثل قانون العقوبات النفطية المكررة الإيرانية لعام 2009، «إذا لم تظهر المبادرة الدبلوماسية علامات نجاح بحلول الخريف». وقال البروفيسور حميد دباشي من جامعة كولومبيا في أغسطس/آب 2009 كان هذا على الأرجح أن يجلب «عواقب إنسانية كارثية»، مع إثراء وتعزيز «الأجهزة الأمنية والعسكرية» ل «حرس الثورة الإسلاميةالباسدران والباسيج»، وعدم وجود أي دعم من قبل «أي زعيم معارض كبير أو حتى صغير» في إيران. ووفقا لبلومبرج نيوز، قالت بوينغ وإكسون إن العقوبات الإيرانية الجديدة ستكلف 25 مليار دولار في الصادرات الأمريكية.
وقد قيل أيضا إن العقوبات كان لها أثر معكوس لحماية إيران بطرق من بينها فرض العقوبات الأمريكية على المؤسسات المالية الإيرانية عام 2007 بدرجة عالية جعلت إيران في مأمن من الركود العالمي الناشئ آنذاك. وقال المسؤولون الإيرانيون إن العقوبات خلقت فرصا تجارية جديدة للشركات الإيرانية لتطويرها من أجل سد الفجوة التي خلفها المقاولون الأجانب. ووفقا للمسؤولين الامريكيين، قد تفقد إيران ما يصل إلى 60 مليار دولار من الاستثمارات في الطاقة بسبب العقوبات العالمية.
وفي 18 كانون الثاني/يناير 2012، حذر وزير الخارجية الروسي سيرغي لافروف من أن العقوبات تهدف إلى خنق الاقتصاد الإيراني، وستخلق سخطا كبيرا تجاه الدول الغربية، وقد تؤدي إلى اللجوء السلبي.

## شكوى إيران ضد الولايات المتحدة
قدمت إيران في 16 يوليو 2018 شكوى أمام محكمة العدل الدولية ضدّ الولايات المتحدة احتجاجا على إعادة فرض عقوبات أميركية عليها بعد خروج الولايات المتحدة من الاتفاق النووي. واتهمت إيران خلال الشكوى الولايات المتحدة بأنها تفرض «حصارا اقتصاديا» بموجب إعادة العقوبات الاقتصادية عليها. نظرت محكمة العدل الدولية في 27 أغسطس 2018 الدعوى واستمرت الجلسات الشفهية، التي طلبتها إيران بشكل أساسي من أجل إصدار حكم مؤقت، أربعة أيام. وفي 3 أكتوبر 2018 أصدرت محكمة العدل الدولية قرارها في الشكوى وأمرت الولايات المتحدة برفع العقوبات التي تستهدف السلع «ذات الغايات الإنسانية» المفروضة على إيران، كما أمرت ألا تؤثر العقوبات على المساعدات الإنسانية أو سلامة الطيران المدني.

## استثناءات
وفي كانون الأول / ديسمبر 2010، أفيد بأن مكتب مراقبة الأصول الأجنبية التابع لوزارة الخزانة الأمريكية قد وافق على ما يقرب من 10,000 استثناء من قواعد العقوبات الأمريكية في جميع أنحاء العالم على مدى العقد السابق بإصدار تراخيص خاصة للشركات الأمريكية.
ولا تؤثر العقوبات الأوروبية والأمريكية على صادرات إيران من الكهرباء، الأمر الذي يخلق ثغرة لاحتياطيات إيران من الغاز الطبيعي.

## عودة العقوبات
بعد خروج الولايات المتحدة من الاتفاق النووي مع إيران في 8 مايو 2018 عادت العقوبات الأمريكية تدريجيا ضد إيران بعد ما رُفعت وفقاً للاتفاق النووي، الذي تم التوصل إليه عام 2015. في الخامس من نوفمبر 2018 طُبقت العقوبات «الأشد على الإطلاق» بحسب المحللين. تشمل هذه العقوبات صادرات النفط، والشحن، والمصارف، وكل القطاعات الأساسية في الاقتصاد وستعيد إدارة ترامب تفعيل كل العقوبات. وقال ترامب «العقوبات على إيران شديدة للغاية. إنها أشد عقوبات نفرضها على الإطلاق، وسنرى ماذا سيحدث مع إيران، لكنهم لن يكونوا بخير، يمكنني أن أخبركم بذلك». اعترضت كل من المملكة المتحدة وألمانيا وفرنسا على العقوبات، وتعهدت بدعم الشركات الأوربية التي لديها علاقات تجارية مع إيران، وأسست آلية بديلة لدفع الأموال، لتساعد تلك الشركات على التجارة، دون مواجهة العقوبات. وحذر ستيفن منوشين وزير الخزانة الأمريكي قائلاً «واشنطن سوف تستهدف "بقوة" أي شركة أو منظمة "تتحايل على عقوباتنا"». ومنحت إدارة ترامب استثناءات لثماني دول لاستيراد النفط من إيران يُعتقد من بينهن إيطاليا، والهند، واليابان، وكوريا الجنوبية، وتركيا، والصين. قال بومبيو «إن الدول الثمانية حققت بالفعل "انخفاضا كبيرا في وارداتها من النفط الخام" الإيراني، لكنها بحاجة إلى "المزيد من التخفيض للوصول إلى الصفر".» وصرح أن اثنتين من تلك الدول سوف توقف الاستيراد بالكامل. وستضيف وزارة الخزانة أكثر من 600 فرد وشركة على قائمة العقوبات، بما في ذلك البنوك الكبرى، ومصدري النفط وشركات الشحن. وصرح بومبيو إن أكثر من 100 شركة عالمية كبرى انسحبت من إيران، بسبب العقوبات وأن صادرات إيران النفطية انخفضت، بنحو مليون برميل يوميا. ومن المحتمل أن تقطع جمعية الاتصالات المالية العالمية بين البنوك «سويفت» اتصالاتها بالبنوك الإيرانية المستهدفة بالعقوبات، مما سيعزل إيران عن النظام المالي الدولي. قال ألكسندر نوفاك وزير الطاقة الروسي، إن موسكو تتطلع لمواصلة تطوير تجارتها بالنفط الإيراني، الذي تبيعه إلى بلدان أخرى وفقا للاتفاق الروسي الإيراني النفط مقابل السلع. وحددت الولايات المتحدة 12 طلبا على إيران الاستجابة لها من أجل رفع العقوبات، من بينها إنهاء دعم الإرهاب وإنهاء التدخل العسكري في سوريا، ووقف تطوير الصواريخ النووية والباليستية بشكل كامل. اتهم الرئيس الإيراني حسن روحاني الولايات المتحدة بأنها تسعى لتغيير نظام الحكم في إيران. وصرح إن إيران لن تتفاوض مع الولايات المتحدة في ظل وجود عقوبات عليها، وهدد أن إيران ستعاود العمل في برنامجها النووي.

## آخر العقوبات
وزارة الخزانة الأمريكية تفرض عقوبات على سفير إيران لدى العراق، وقالت وزارة الخزانة إن معهد بيان راسانيه جوستار خضع للعقوبات «لتواطؤه في التدخل الأجنبي في الانتخابات الرئاسية الأمريكية لعام 2020»